# Taylor Momsen
Taylor Michel Momsen, född den 26 juli 1993 i Saint Louis, Missouri, är en amerikansk rockmusiker. Hon är sångerska, låtskrivare och andragitarrist i det egna rockbandet The Pretty Reckless. Tidigare har hon arbetat som skådespelare och fotomodell och bland annat medverkat i Grinchen – Julen är stulen och We Were Soldiers. Som tonåring spelade hon karaktären Jenny Humphrey i den amerikanska tv-serien Gossip Girl.

## Biografi
Momsen var med i en reklamfilm för Shake 'n Bake när hon var tre år gammal. Hon gick även på audition för Hannah Montana och var en av de tre kvarvarande; rollen gick dock till Miley Cyrus.
Taylor var ansiktet utåt för Madonnas och hennes dotters nya klädlinje Material Girl; hon byttes senare ut mot Kelly Osbourne. Detta var, enligt Taylor Momsen, på grund av att Madonna tyckte att hon var en dålig influens på hennes dotter. 

## The Pretty Reckless
The Pretty Reckless är ett rockband bildat av Taylor Momsen. Bandet hette från början The Reckless, men ändrades till The Pretty Reckless på grund av problem med copyright. Bandet släppte sitt debutalbum, Light Me Up, i augusti 2010 på Interscope Records och turnerade som The Veronicas förband. Sitt andra album, Going To Hell, släppte bandet 2014.  

### Medlemmar
- Taylor Momsen – sång, kompgitarr, keyboard
- Ben Phillips – sologitarr, bakgrundssång
- Mark Damon – elbas
- Jamie Perkins – trummor, percussion

### Tidigare medlemmar
- John Secolo – sång, gitarr
- Matt Chiarelli – elbas
- Nick Carbone – trummor

## Diskografi

### Studioalbum
- Light Me Up (2010)
- Going to Hell (2014)
- Who You selling for (2016)
- Death by Rock and Roll (2021)

### EPs
- The Pretty Reckless EP (2010)
- Hit Me Like a Man EP (2012)

### Singlar
- "Make Me Wanna Die" (2010)
- "Miss Nothing" (2010)
- "Just Tonight" (2010)
- "Kill Me" (2012)
- "Going to Hell" (2013)
- "Heaven Knows" (2014)
- "Messed up world" (2014)
- "Death by Rock and Roll" (2020)
- "And So It Went" (2021)
- "Only Love Can Save Me Now" (2021)

## Filmografi

### Film
| År   | Titel                                  | Roll             |
| ---- | -------------------------------------- | ---------------- |
| 2000 | The Prophet's Game                     | Honey Bee Swan   |
| 2000 | Grinchen - Julen är stulen             | Cindy Lou Who    |
| 2002 | We Were Soldiers                       | Julie Moore      |
| 2002 | Spy Kids 2 - De förlorade drömmarnas ö | Alexandra        |
| 2002 | Hansel and Gretel                      | Gretel           |
| 2006 | Saving Shiloh                          | Samantha Wallace |
| 2007 | Paranoid Park                          | Jennifer         |
| 2007 | Underdog                               | Molly            |
| 2008 | Spy School                             | Madison Kramer   |

### Television
| År        | Titel          | Roll                      |
| --------- | -------------- | ------------------------- |
| 1998      | Early Edition  | Allie                     |
| 2006      | Misconceptions | Hopper Watson             |
| 2007-2012 | Gossip Girl    | Jennifer "Jenny" Humphrey |